# Großsteingräber bei Grüssow
Die Großsteingräber bei Grüssow waren vermutlich vier megalithische Grabanlagen der jungsteinzeitlichen Trichterbecherkultur bei Grüssow, einem Ortsteil der Gemeinde Fünfseen im Landkreis Mecklenburgische Seenplatte (Mecklenburg-Vorpommern). Sie wurden um 1850 zerstört.

## Lage
Die Gräber befanden sich auf dem Feld bei Grüssow, nicht weit vom Gutshof.

## Beschreibung
Bei allen vier Anlagen handelte es sich um Urdolmen, die aus vier Wandsteinen und einem Deckstein bestanden. Nach einer Beschreibung von Georg Christian Friedrich Lisch waren sie um 1850 ins Erdreich eingesunken und die Decksteine waren ins Innere der Grabkammern gestürzt. Hügelschüttungen ließen sich nicht ausmachen. Bei der Zerstörung eines der Gräber wurden noch menschliche Skelettreste entdeckt. Die Beinknochen waren noch fast vollständig erhalten. An Grabbeigaben wurden mehrere Keramikscherben gefunden. Die Funde wurden nicht aufbewahrt.
Lisch gab keine genaue Zahl der Gräber an. Die Anzahl von vier Gräbern stammt von Ewald Schuldt.